# Francisco Cabral (Missionar)
Francisco Cabral (geboren 1529; gestorben 16. April 1609 in Goa) war ein portugiesischer Jesuit und Missionar in Japan während der Momoyama-Zeit.

## Leben und Werk
Francisco Cabral kam 1570 nach Japan als Vice-Provincial und führte ein hartes Regiment. Die wenigen Jesuiten, die in Japan arbeiteten, waren erschöpft und frustriert durch die Art und Weise, wie Cabral die Missionstätigkeit leitete. Er vertrat die Haltung, die japanischen Christen hätten sich „unseren Gebräuchen und nicht die Portugiesen ihnen anzupassen“. Als Alessandro Valignano 1578 nach Japan kam, sah er, welche Probleme Cabrals Leitung nach neun Jahren mit sich gebracht hatte. Cabral wies jede Form der kulturellen Anpassung von sich, hatte keinen der Novizen zum Priester gemacht. Nur wenige Jesuiten verstanden Japanisch. In einer Sache einigten sich Cabral und Valignano allerdings: Valignano gab seine Idee auf, die japanischen Priester wie buddhistische Mönche in Orange und Seide zu kleiden, sondern wie Cabral es tat, in Schwarz und Leinen.
Immerhin hatte Cabral eine Reihe von Daimyō zum Christentum bekehren können. So hatte er bald nach seiner Ankunft Ōmura Sumitada (1533–1587) und dessen ganze Familie getauft. In Kyōto wurde er von Shogun Ashikaga Yoshiaki und 1572 von Oda Nobunaga empfangen. Er taufte 1575 Ōtomo Yoshimune (大友 義続; 1558–1605) und 1576 dessen Schwager Ichijō Kanesada (1543–1585) sowie 1579 Ōtomo Sōrin (大友 宗麟; 1530–1587). Dass die Daimyō sich hatten taufen lassen, könnte auf ihrem Wunsch zurückzuführen sein, damit am Handel mit Macau teilnehmen zu können.
1581 kehrte Cabral nach Macau zurück. Er starb 1609 in Goa.